# Éabha McMahon
Éabha Ní Mhathuna — pronunciado /ei.ba/—  (Dublín, Irlanda — 9 de diciembre de 1990), conocida popularmente como Éabha McMahon es una cantante e instrumentalista irlandesa.

## Biografía
Éabha nace el 9 de diciembre de 1990 en Dublín, Irlanda. Ella es una experta hablante de Irlandés; con una pronunciación muy fluida, ya que durante sus primeros años de infancia se crio hablando y cantando en este idioma hasta los seis años, edad en la cual comenzó a instruirse para hablar Inglés.
En su infancia, Éabha asistió exclusivamente a un colegio de habla irlandesa. Cuando ella tenía cinco años, fue influenciada por sus profesores para integrar el coro local Sean Nós.
Éabha es poseedora de un título en Derechos Humanos de la Universidad Nacional de Irlanda, también fue una integrante de la sociedad musical de dicha universidad.
Posteriormente a su graduación, pasó tiempo en Vietnam y Mongolia, allí trabajó conjuntamente con Christina Noble y la Fundación para Niños Christina Noble.

## Inicios
Éabha comenzó su carrera como cantante en 1999, aproximadamente cuando cumplió nueve años, en aquel tiempo fue elegida por Veritas Project para grabar un álbum  para el libro infantil Beo go Deo. Desde entonces comenzó a cantar en el tradicional estilo musical llamado Sean nós, estilo impartido por artistas como Moya Brennan, Máire Ní Choilm, Íde Mac Mathúna y Séamus Mac Mathúna.
A la edad de quince años, McMahon ganó en la final sub-18 del concurso All Ireland Oireachtais. Desde los 13 a los 17 años Éabha se mantuvo reinando la competencia Leinster en el certamen musical Fleadh Ceoil. Entre los 14 y 18 años fue cinco veces campeona en el certamen Fairview Feis Ceoil.

## Carrera
McMahon se unió al coro irlandés Anúna en 2007, convirtiéndose así en la integrante más joven del coro con tan solo 16 años de edad. Junto a Anúna en 2008 grabó el especial musical para PBS «Anúna: Christmas Memories», publicado en CD y DVD ese mismo año. En 2015 participó como solista en la canción Fill, Fill a Rún en el álbum «Revelation» de Anúna. Ese mismo año encabezó un exitoso concierto en solitario en Nueva York, en ayuda de Kylemore Abbey.

## Celtic Woman
Luke Kavanagh, un excompañero de colegio de Éabha, vio un video en YouTube de ella cantando el tema Just Cry, una de sus canciones. Luke le mostró el video a su padre Dave Kavanagh, director general y productor eecutivo de Celtic Woman Ltd., por ello Éabha posteriormente fue llamada para participar en una audición para Celtic Woman. Tras una exitosa presentación fue integrada al grupo en julio de 2015. Éabha pasa a reemplazar a Lisa Lambe en la formación del conjunto. Desde ese momento comenzó a participar de inmediato en los proyectos del grupo; como su nuevo álbum «Celtic Woman: Destiny» y el concierto de dicho álbum para un especial de televisión de PBS y un DVD. Éabha fue presentada oficialmente por Celtic Woman el 11 de agosto de 2015, dos días más tarde participó en el concierto del décimo álbum del conjunto.
Según ella está encantada de comenzar este nuevo viaje y está orgullosa de representar sus raíces irlandesas con Celtic Woman.
Posteriormente participó en la gira musical del grupo por la celebración de los diez años de CW, y en diciembre participó en su primera gira navideña de CW The Symphony Tour. Ya en febrero de 2016 comenzó la gira por el nuevo trabajo de estudio del conjunto. Ya terminada la segunda etapa de su gira ‘Destiny World Tour’ en julio, Éabha y las otras integrantes tomaron un descanso para seguir con sus planes independientes y para grabar el nuevo álbum de Celtic Woman, «Voices of Angels», el día 22 de enero de 2020 anunció que dejará el grupo para dedicarse a sus proyectos en solitario, dando a su lugar el regreso de Chloe Agnew.

## Discografía
- Con Celtic Woman
  - «Celtic Woman: Destiny» (2016)
  - «Celtic Woman: Voices of Angels» (2016)
  - «Celtic Woman: The Best of Christmas» (2017)
  - «Celtic Woman: Homecoming - Live from Ireland» (2018)
  - «Celtic Woman: Ancient Land» (2018)
  - «Celtic Woman: The Magic of Christmas» (2019)
  - «Celtic Woman: Celebration» (2020)

## Videografía
- Con Celtic Woman
  - «Destiny — Live in Concert» (2016)
  - «Homecoming - Live from Ireland» (2018)
  - «Ancient Land» (2018)

- Datos: Q21622013